# Train des mouettes
Le Train des Mouettes est un train touristique associatif circulant depuis 1984 sur les 21 kilomètres de voie ferrée qui séparent Saujon de La Tremblade sur la ligne de Saujon à La Grève.
Seul chemin de fer à vapeur de Charente-Maritime, il dessert les gares de Fontbedeau, Mornac-sur-Seudre, Chaillevette, Étaules et Arvert, en Charente-Maritime (Nouvelle-Aquitaine).

## Historique

### Service commercial
La ligne est ouverte au trafic en 1876 par la Compagnie du chemin de fer de la Seudre, et se prolonge alors jusqu'au chenal de La Grève à La Tremblade.
En 1880, la ligne est rachetée par l'Administration des chemins de fer de l'État, qui absorbera en 1908 la Compagnie des chemins de fer de l'Ouest en faillite. Le Réseau de l'État après sa fusion avec les autres compagnies ferroviaires nationales en 1938 devient la Société nationale des chemins de fer français (SNCF).
En 1939, la ligne est fermée au trafic voyageurs, mais poursuit son activité pour le transport de marchandises.
En 1980, la SNCF ferme la ligne à tout trafic, alors que des trains d'huîtres circulent encore au départ de La Tremblade. Dans la foulée, la portion entre la gare de La Tremblade et le terminus de la Grève est déferrée.

### Service touristique
En 1984, l'association du Chemin de Fer Touristique de la Seudre (CFTS) refait naître la ligne en y faisant circuler un train touristique.
En 2002, le CFTS cesse l'exploitation touristique. L'infrastructure (voie, gares et dépôt de Chaillevette) est alors rachetée par le département de la Charente-Maritime.
Entre 2004 et 2006, l'exploitation de la ligne est confiée à l'entreprise Véolia Transport par le biais de sa filiale CFTA.
Aucun train ne circule en 2007.
En 2008, l'association Trains & Traction se voit confier l'exploitation de la ligne, et pérennise l'activité.
L'exploitation touristique a lieu de début mai à fin septembre avec des circulations quotidiennes en juillet et août. Quelques trains spéciaux sont organisés en saison ou hors-saison comme le « Train des Loupiottes» ou le « Train Éclade de moules».
Le bureau de l'association est situé à la gare de Saujon Chemin Vert, et l'atelier à Chaillevette, situé au milieu de la ligne.

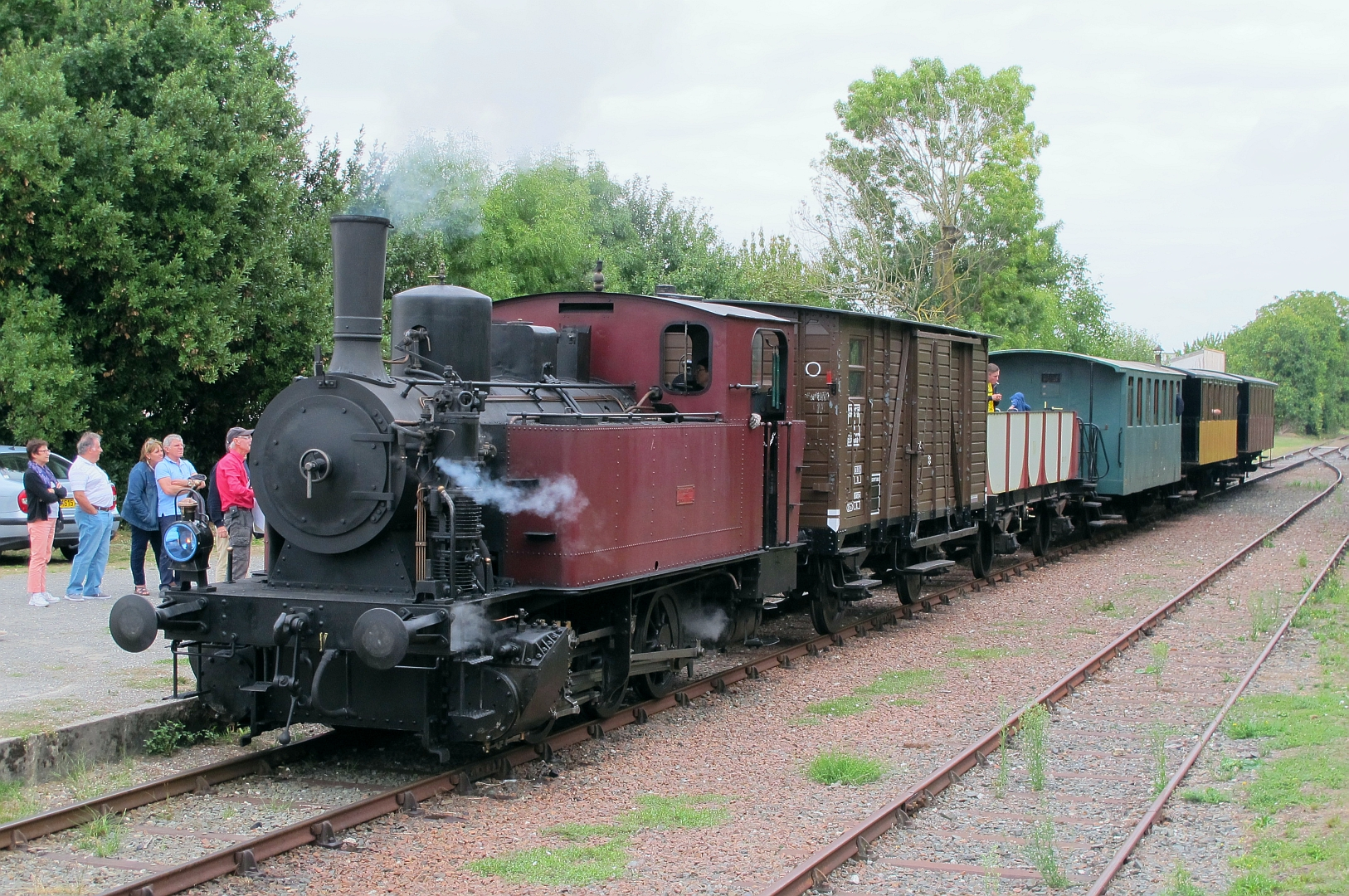
Un train à vapeur en gare de Mornac-sur-Seudre.
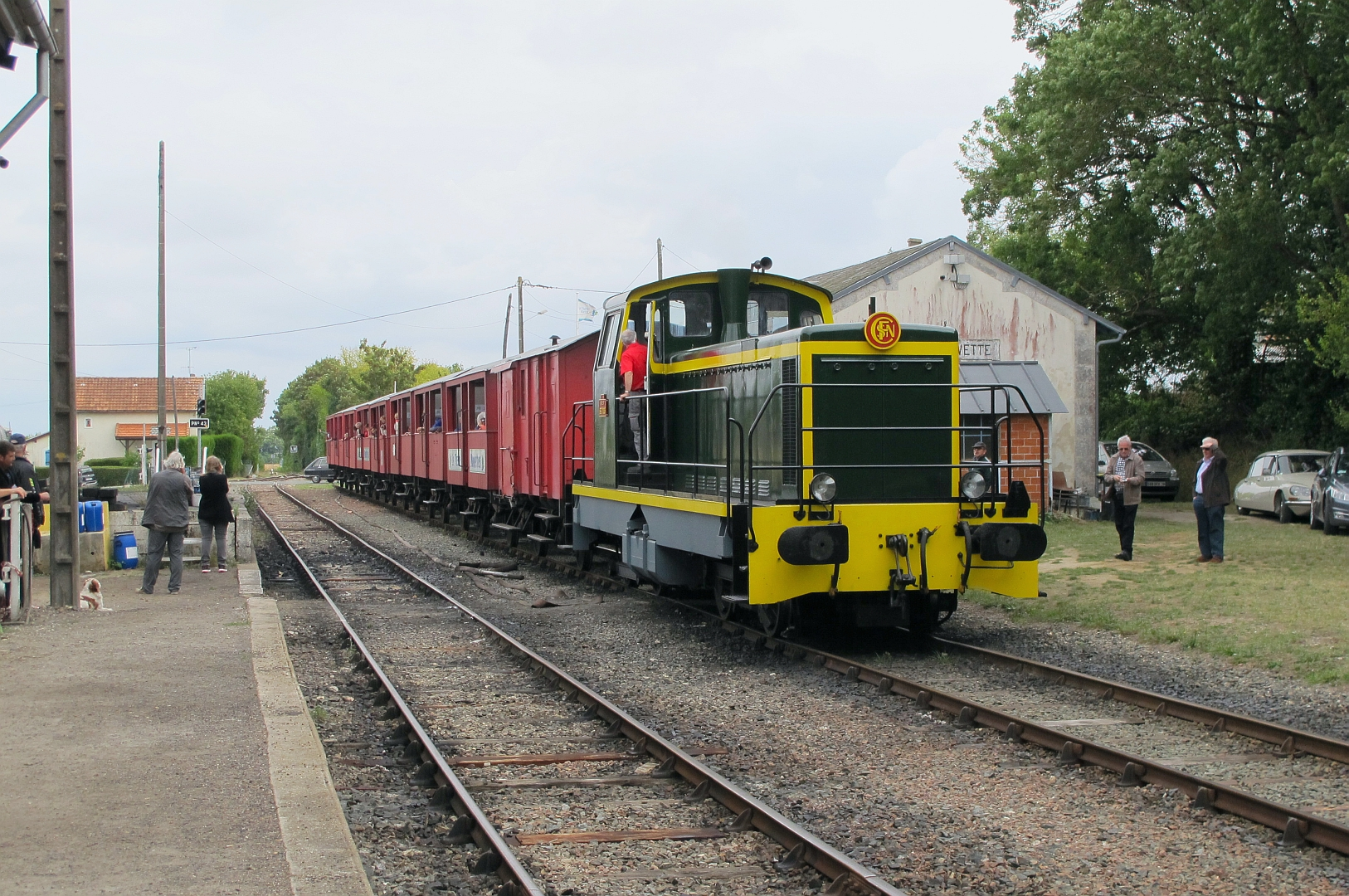
Un train diesel en gare de Chaillevette.
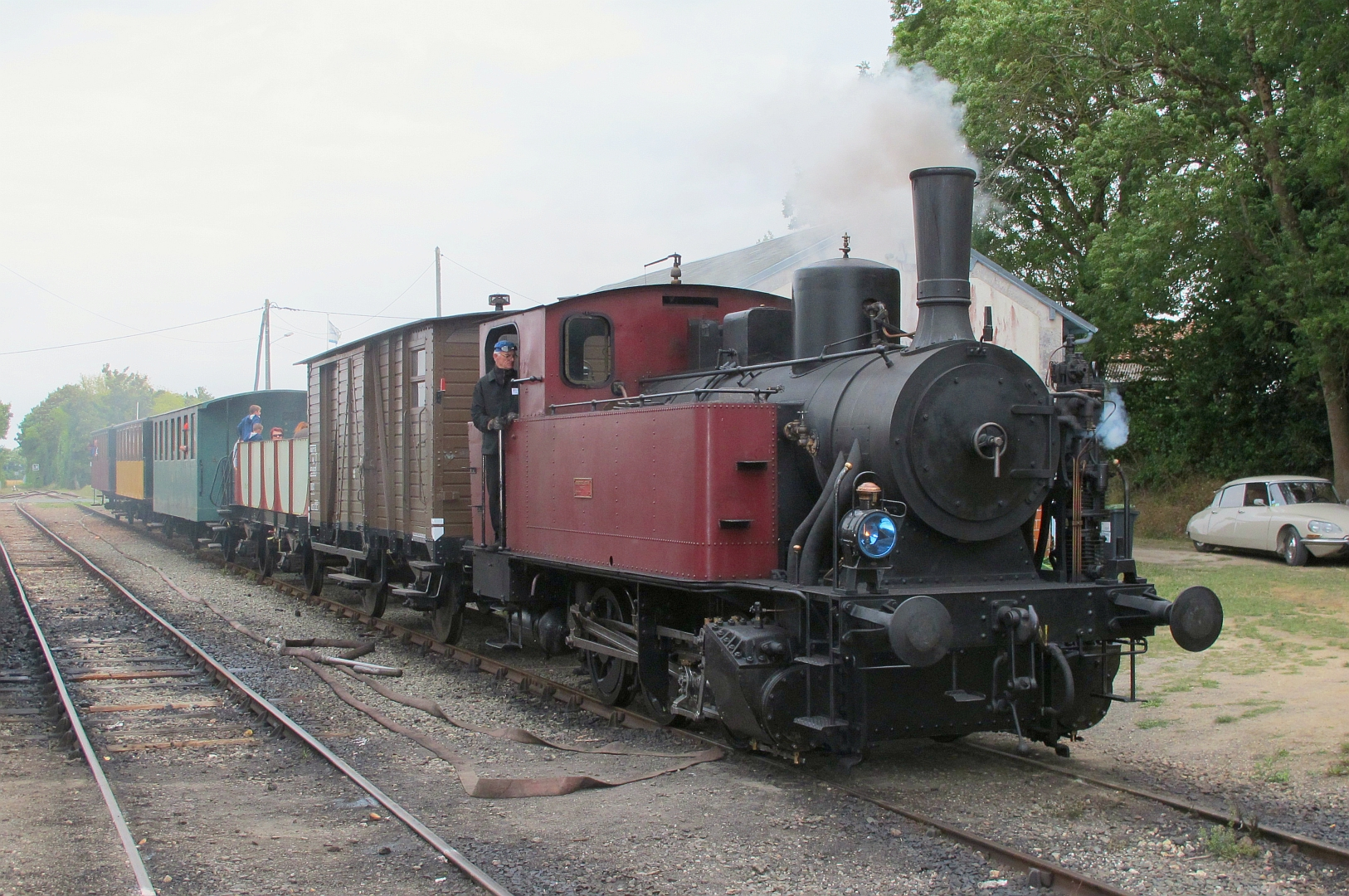
Un train à vapeur en gare de Chaillevette.
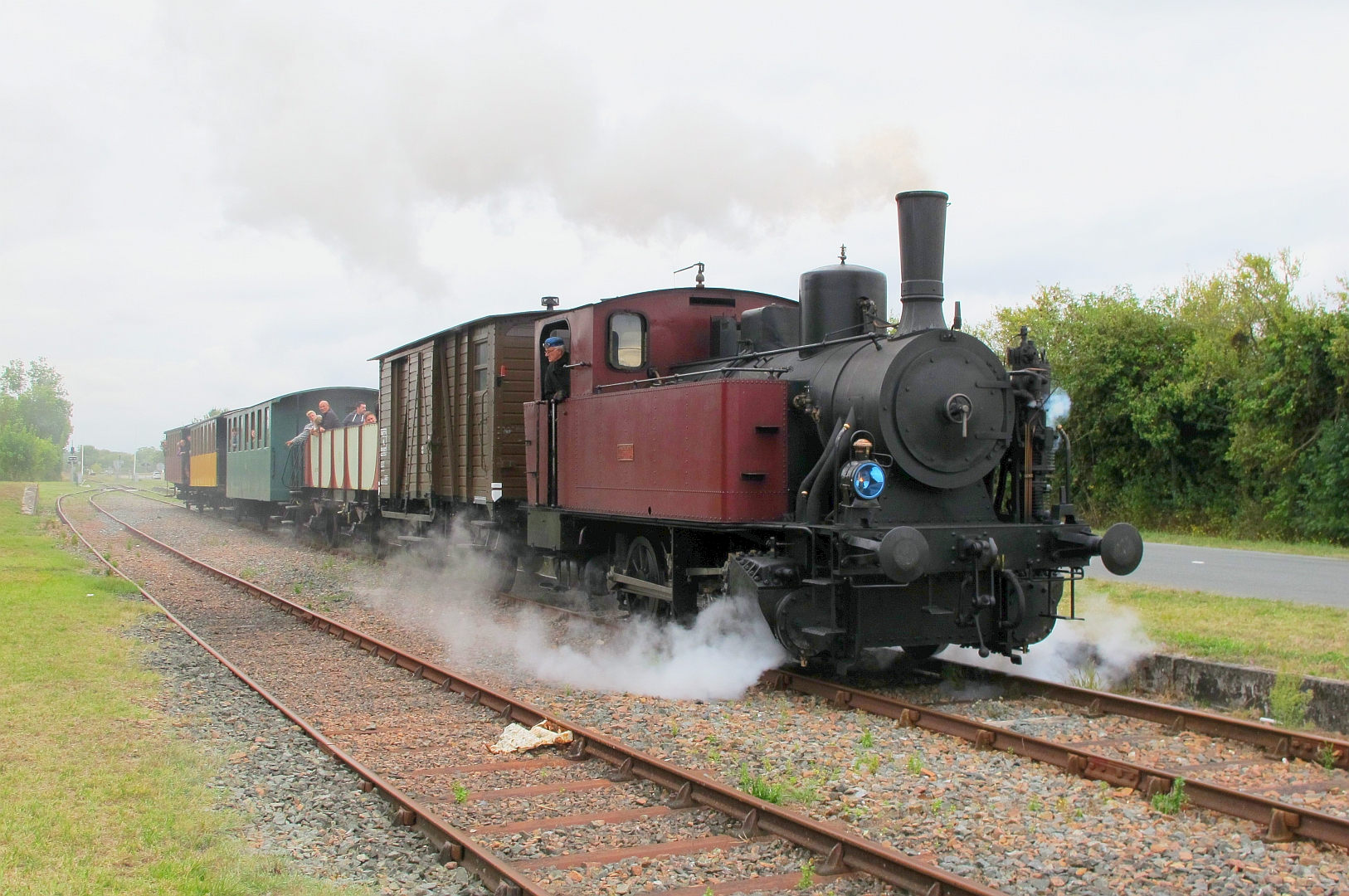
Passage du train en gare de Fontbedeau.
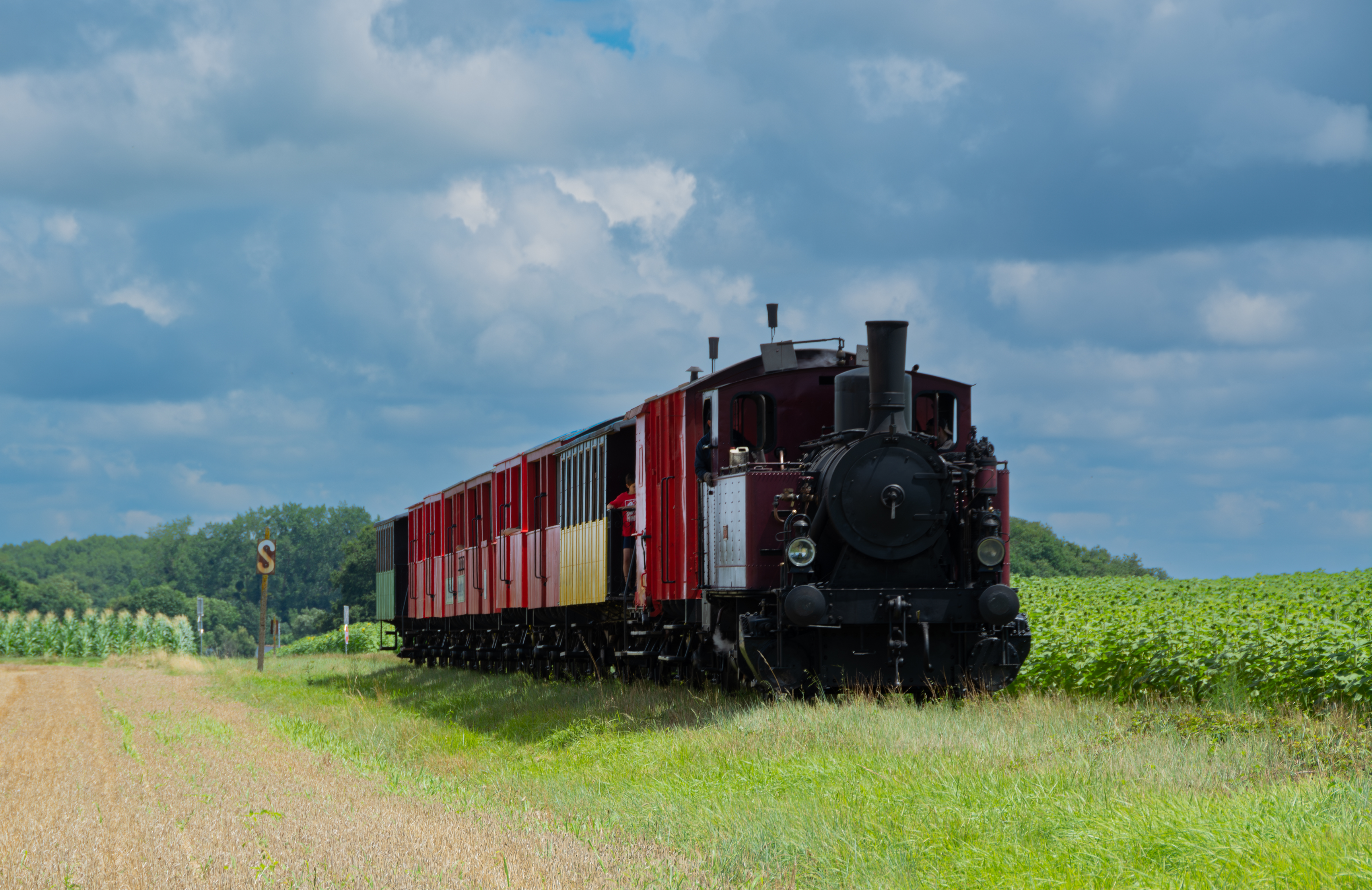
Train a la sortie de Saujon direction Fontbedeau

À l'été 2021 est mise en service une rame composée de voitures-restaurants tractée par une locomotive diesel : le Seudre Océan Express. Le trajet comporte un aller-retour entre Saujon et Chaillevette, d'une durée de 3 heures environ, avec repas à bord en déjeuner ou dîner, préparé sur place à partir de produits régionaux et servi à la place, sans descente de voiture en cours de route.
Le Seudre Océan Express circule régulièrement en 2022, notamment au moment des fêtes de fin d'année. Le service est prolongé en 2023.

## Matériel roulant
Le dépôt-atelier dont le bâtiment fut agrandi en 2015, est installé à Chaillevette à mi-parcours de la ligne. En 2020, deux plaques tournantes ont été installées aux extrémités de la ligne, permettant de réorienter les locomotives dans le sens de la marche.

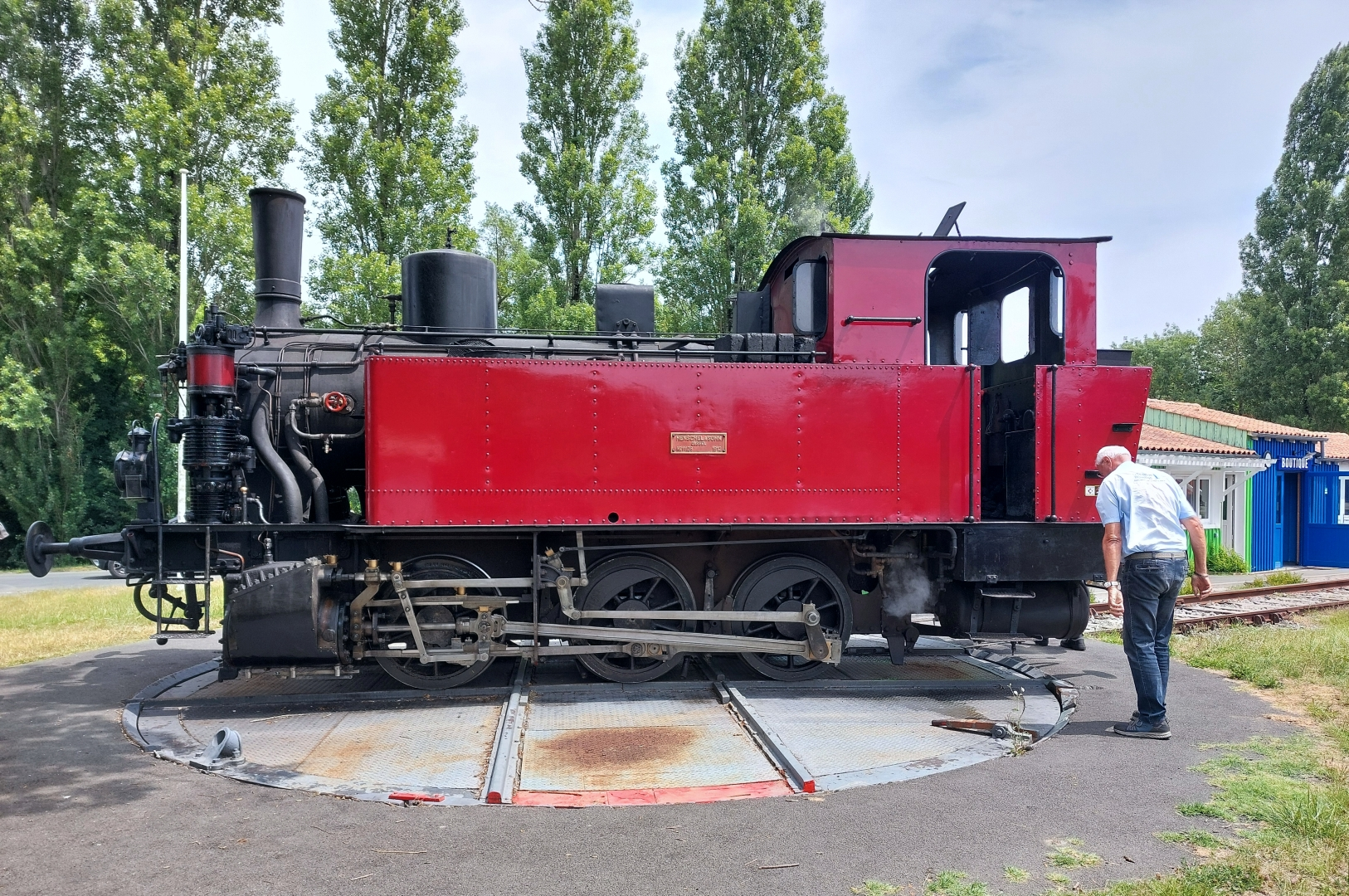
Une locomotive sur la plaque tournante de la gare de Saujon.

Les listes suivantes ne sont pas exhaustives et devront être complétées ou actualisées au fil du temps (dernière actualisation en juin 2024) :

### Locomotives à vapeur
| Matricule                  | Constructeur et date                    | État actuel                                            | Origine et informations techniques | Photo                     |
| -------------------------- | --------------------------------------- | ------------------------------------------------------ | --- | ------------------------- |
| 030T no 3 dite « Progrès » | Schneider (no 2503), 1891               | Opérationnelle                                         | - Origine : Chemin de fer de Saint-Victor-sur-Rhins à Cours. - 00,00 m, 26 t (00 t en ordre de marche), vitesse maximum : 00 km/h (350 ch). - Timbre chaudière : 00 kg/cm². - Capacité de la soute à charbon : 00 t. - Capacité de la soute à eau : 0 000 L (0 m3). - Distribution : Stephenson à tiroirs plans. - Classé MH (1987). - Arrivée à Chaillevette en 1984. - En service depuis 2004.                                        | la 030T no 3 Schneider    |
| 030T no 11128              | Henschel, 1912                          | Opérationnelle                                         | - Origine : Usines Japy (Doubs). - 00,00 m, 28 t (00 t en ordre de marche), vitesse maximum : 00 km/h (400 ch). - Timbre chaudière : 12 kg/cm². - Capacité de la soute à charbon : 00 t. - Capacité de la soute à eau : 0 000 L (0 m3). - Distribution : Walschaerts à tiroirs plans. - Arrivée à Chaillevette en 1984. - Inaugurée (en chauffe) le 20 juin 2015.                                                                       | La 030T Henschel          |
| 030T no 5                  | Fives-Lille (no 3716), 1910             | Hors service (en cours de restauration complète).      | - Origine : Mines de Ferfay. - Prêt du Train à vapeur thouarsais. - 00,00 m, 00 t (00 t en ordre de marche), vitesse maximum : 00 km/h (000 ch). - Timbre chaudière : 12 kg/cm². - Capacité de la soute à charbon : 00 t. - Capacité de la soute à eau : 0 000 L (0 m3). - Distribution : Stephenson à tiroirs plans. - Classé MH (2004).                                                                                               |                           |
| 030T no 3                  | Borsig (type T 3 prussienne (de)), 1906 | Hors service (en attente d'une restauration complète). | - Origine : Ligne de Rosheim à Saint-Nabor. - Ex « Train folklorique de Rosheim à Ottrott » · Prêt par convention de l'Agence Départementale du Tourisme du Bas-Rhin. - 8,33 m, 24 t (32 t en ordre de marche), vitesse maximum : 00 km/h (000 ch). - Timbre chaudière : 00 kg/cm². - Capacité de la soute à charbon : 00 t. - Capacité de la soute à eau : 4 000 L (4 m3). - Distribution : Allan à tiroirs plans. - Classé MH (1985). | La 030T Modèle:N°3 Borsig |

### Locomotives diesel
| Matricule                        | Constructeur et date                                                                 | État actuel                                            | Origine et informations techniques                                                  | Photo               |
| -------------------------------- | ------------------------------------------------------------------------------------ | ------------------------------------------------------ | ----------------------------------------------------------------------------------- | ------------------- |
| Y 2330                           | Decauville, 1960                                                                     | Opérationnel                                           | SNCF Nantes-Blottereau                                                              | Locotracteur Y 2330 |
| Y 51228                          | Blanc-Misseron, 1958                                                                 | Hors service (en attente d'une restauration complète). | Colas Rail Saint-Pierre-des-Corps.                                                  |                     |
| Y 51147                          | SACM (no 10019), 1956                                                                | Opérationnel                                           | SNCF Nevers, puis Trains à vapeur de Touraine.                                      | Locomoteur Y 51147  |
| Y 7648                           | Moyse, 1968                                                                          | Opérationnel                                           | SNCF Bordeaux                                                                       |                     |
| BB 64073                         | Brissonneau et Lotz, 1971                                                            | Opérationnel                                           | SNCF Sotteville (Peinte en livrée 040 DE 073).                                      | Locomotive BB 64073 |
| BB 71008                         | CFD, 1965                                                                            | Opérationnel                                           | SNCF Nevers, puis embranchement CIPHA au Havre. Inscrit MH (2020).                  | Locomotive BB 71008 |
| BB 71010                         | CFD, 1965                                                                            | Hors service (en attente d'une restauration complète). | SNCF Nevers, puis Rive-Bleue Express.                                               |                     |
| Locotracteur à essieux de 200 ch | Baudet, Donon et Roussel Reconstruit sur plans SACM en 1961 avec un moteur Baudouin. | Opérationnel                                           | Société métallurgique de Normandie, puis silo portuaire de Bollène.                 |                     |
| CC 65005                         | SACM/Alstom/CAFL, 1956                                                               | Hors service (en attente d'une restauration complète). | SNCF Nantes-Blottereau jusqu'en 1986, puis Agrivap de 1987 à 2021. Garée à Saintes. |                     |

### Locomotive à accumulateurs
- Locotracteur à accumulateurs Orenstein & Koppel no 320 de 13 tonnes, provenant d'une fonderie à Niederbronn-les-Bains.

### Autorails
- X 5822 (en restauration)  ;
- X 2208 ex-dépôt de Limoges, confié sous convention avec la SNCF, en prêt au chemins de fer du Centre-Bretagne ;
- X 2251 ex-dépôt de Limoges, confié sous convention avec la SNCF, en prêt au chemins de fer du Centre-Bretagne.

### Draisines
- DU 50 4M 076 (hors service).
- DU 49 ex-inspection caténaire de Brive, arrivée à Chaillevette le 20 décembre 2023. À restaurer.

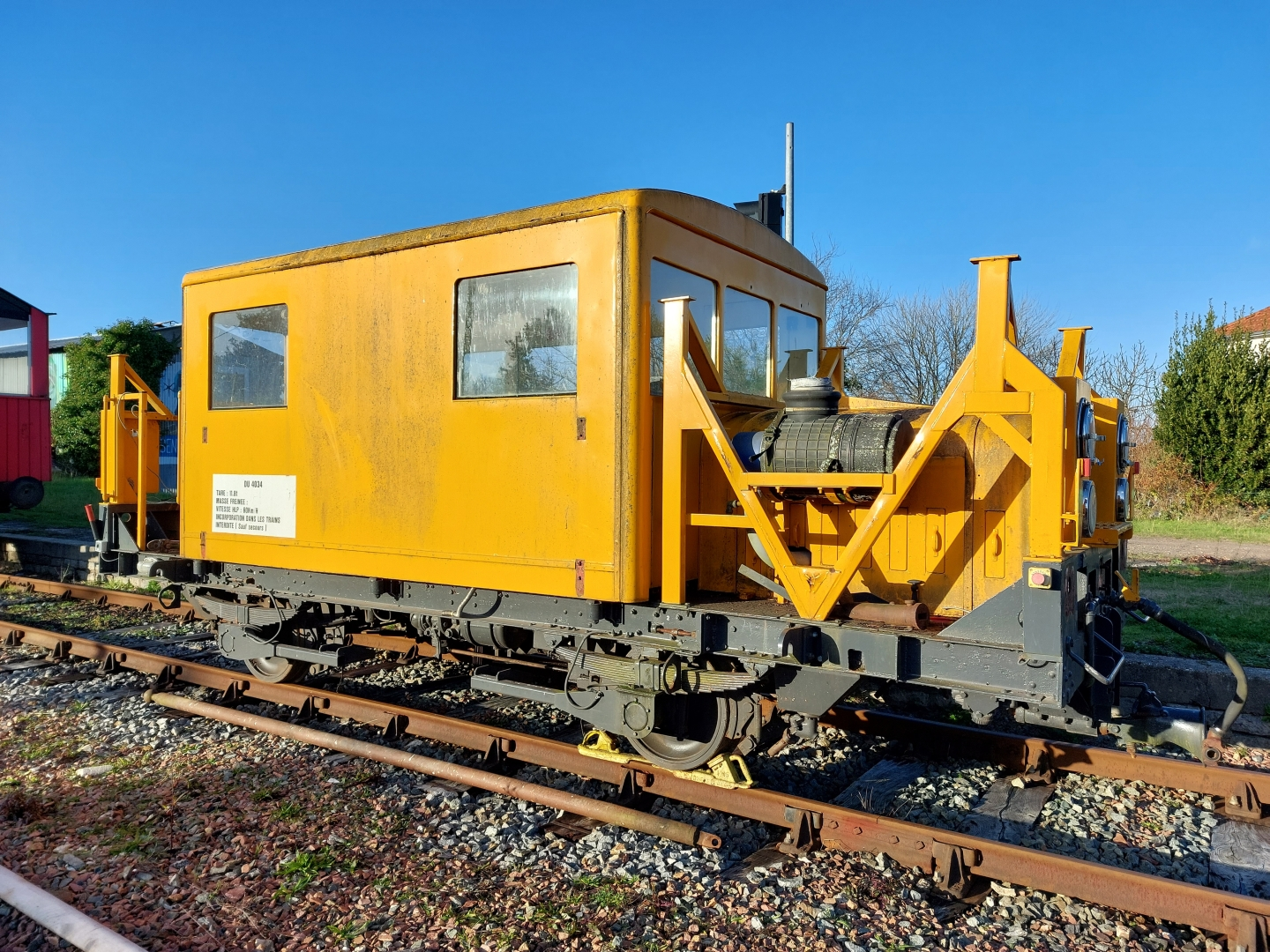
La Draisine DU 49 en gare de Chaillevette.

### Voitures à voyageurs
- 6 voitures à deux essieux et plates-formes extrêmes ouvertes, construites par De Dietrich pour le réseau des mines De Wendel puis HBL de Petite-Rosselle, no C3 en livrée jaune, no C12 en livrée rouge, no C32 en livrée verte, no C39 (à l'état de châssis), no C59 en livrée verte d'origine, no C72 en livrée verte d'origine ;
- 1 voiture fermée à deux essieux et plates-formes extrêmes ouvertes C7 dite « Badoise », construite en 1907 de fer  et provenant de l'ancien chemin de fer touristique du Rabodeau ;
- 1 voiture postale à bogies PAz Ocem type 1926 immatriculée 50 87 00-37 304-8, provenant de l'ancien chemin de fer touristique Autorail Touristique du Minervois, réhabilitée et faisant office de gare à La Tremblade ;
- 1 voiture postale à essieux Patf Ocem d'origine AL dite « ambulant postal », prêt sous convention de Trains à Vapeur de Touraine ;
- 8 baladeuses couvertes issues de la transformation d'anciens fourgons types M par les ateliers de la CFTA en 2003, commande du précédent exploitant du réseau, CONNEX Tradition, dont une accessible PMR ;
- 1 baladeuse couverte, issue de la transformation d'un ancien fourgon type M par l'atelier de Chaillevette en 2017, accessible PMR
- 1 voiture découverte construite sur un châssis de wagon-citerne de fabrication SNAF-de Dietrich à Bône (Annaba) en Algérie ;
- 1 baladeuse couverte traitée dans le style « rame Saint-Germain », et construite sur un châssis Dyle et Bacalan de 1892 ;
- 1 voiture prussienne à trois essieux et portières latérales dite « Armistice » C6tf ex-État de 1908 (classée MH) ;
- 1 voiture à deux essieux et plates-formes extrêmes ouvertes no 21 type B7 t 312 dite « boite à tonnerre », prêt sous convention de Trains à Vapeur de Touraine ;
- 1 voiture à deux essieux et plates-formes extrêmes ouvertes no 22 type B7 t 322 dite « boîte à tonnerre », prêt sous convention de Trains à Vapeur de Touraine ;
- 1 voiture à deux essieux et plates-formes extrêmes ouvertes no 23 type B7 t 321 dite « boîte à tonnerre », prêt sous convention de Trains à Vapeur de Touraine ;
- 1 voiture à deux essieux et plates-formes extrêmes fermées no 24 type A6 t 134 dite « boîte à tonnerre », prêt sous convention de Trains à Vapeur de Touraine ;
- 1 voiture à trois essieux et portières latérales no 25, ex-AL, type C7 tf 15062, construite en 1901[13]  Classé MH (2006)[14], prêt sous convention de Trains à Vapeur de Touraine ;
- 1 voiture à trois essieux et portières latérales no 26 type B2C4 5231, ex BC3 Pr 11, construite en 1912[15],  prêt sous convention de Trains à Vapeur de Touraine ;
- 1 voiture Corail Lunéa A9 de première classe, prêt sous convention de la SNCF. Installée à poste fixe elle sert pour l'hébergement des bénévoles en saison ;
- 4 voitures suisses type unifié I climatisées, acquises auprès du Voralpen-Express, afin de constituer une rame restaurant ;
- 1 voiture à bogies A7 yfi 5 Ouest de 1907, précédemment à l'AJECTA  Classé MH (1991)[16].

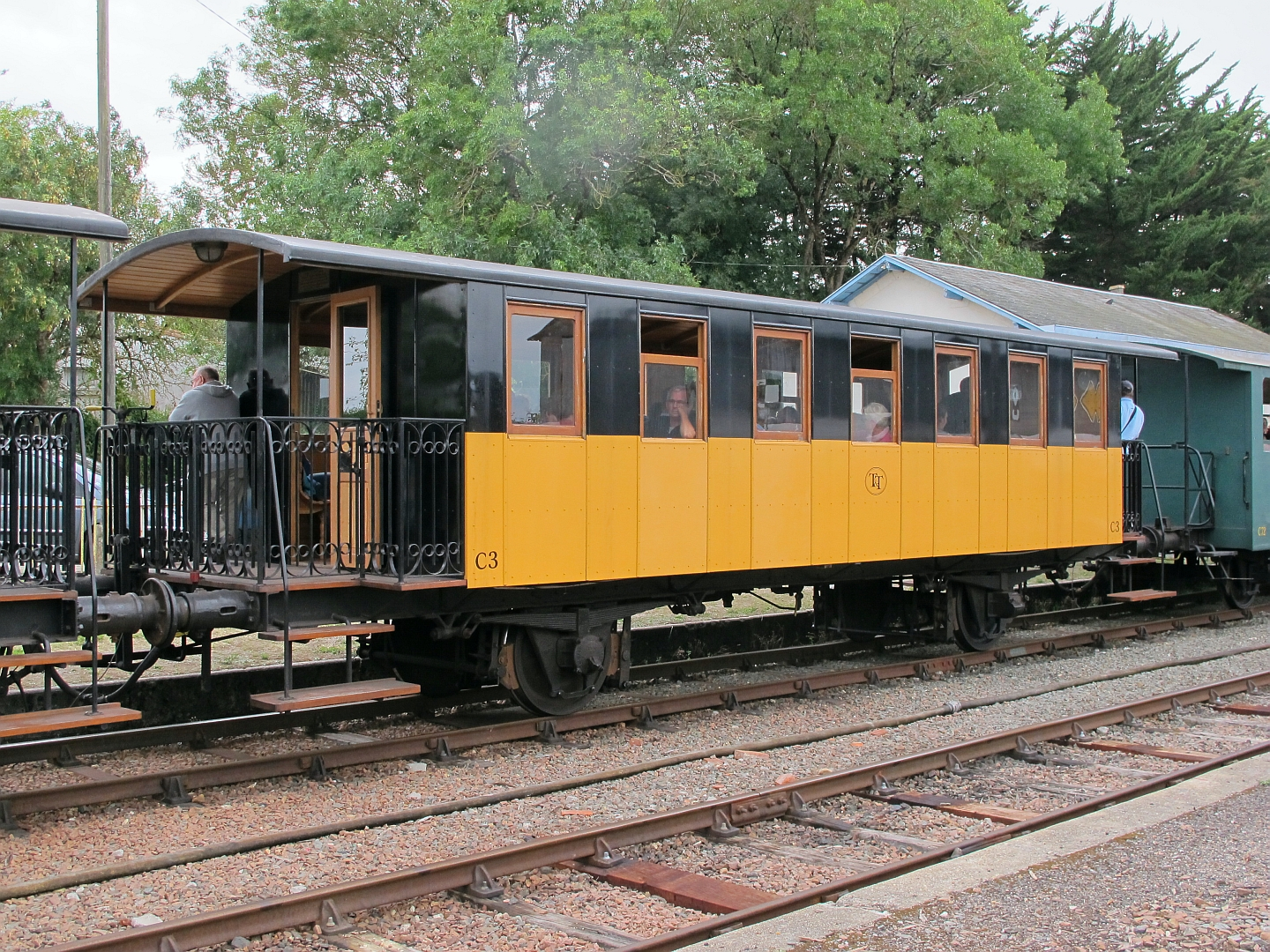
La voiture C3 dite « Rosselle » à Chaillevette.
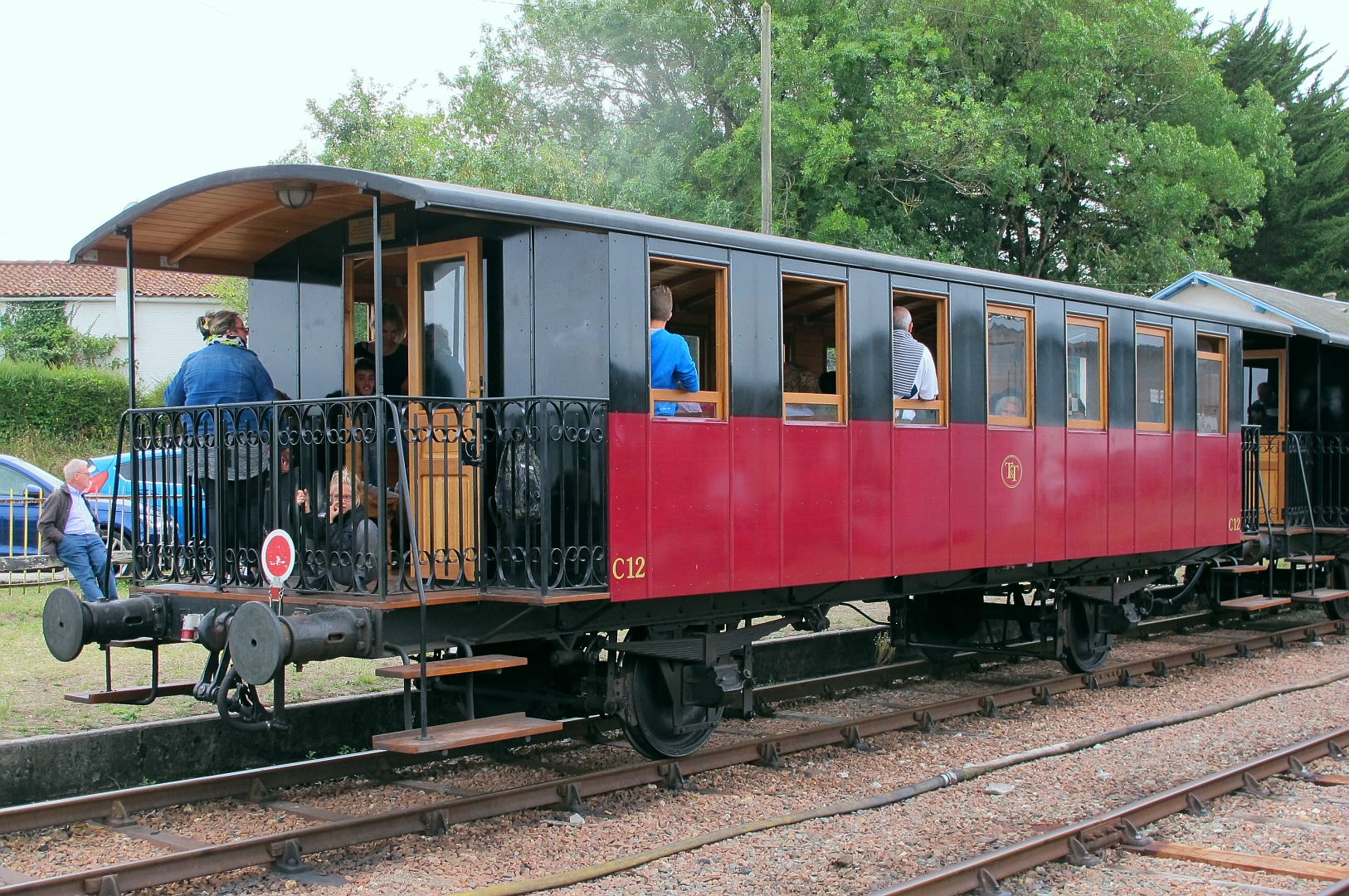
La voiture C12 dite « Rosselle » à Chaillevette.
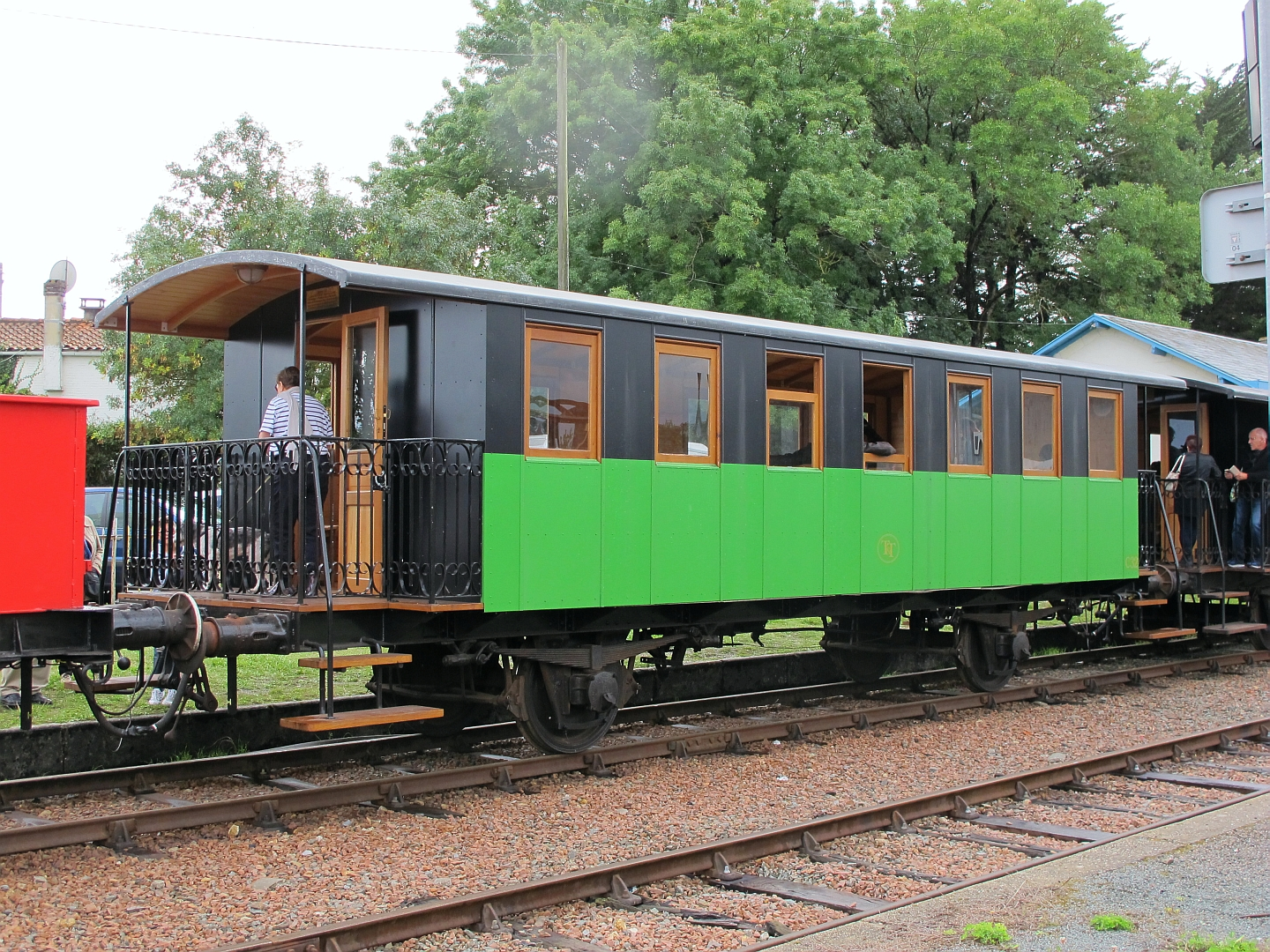
La voiture C32 dite « Rosselle » à Chaillevette.
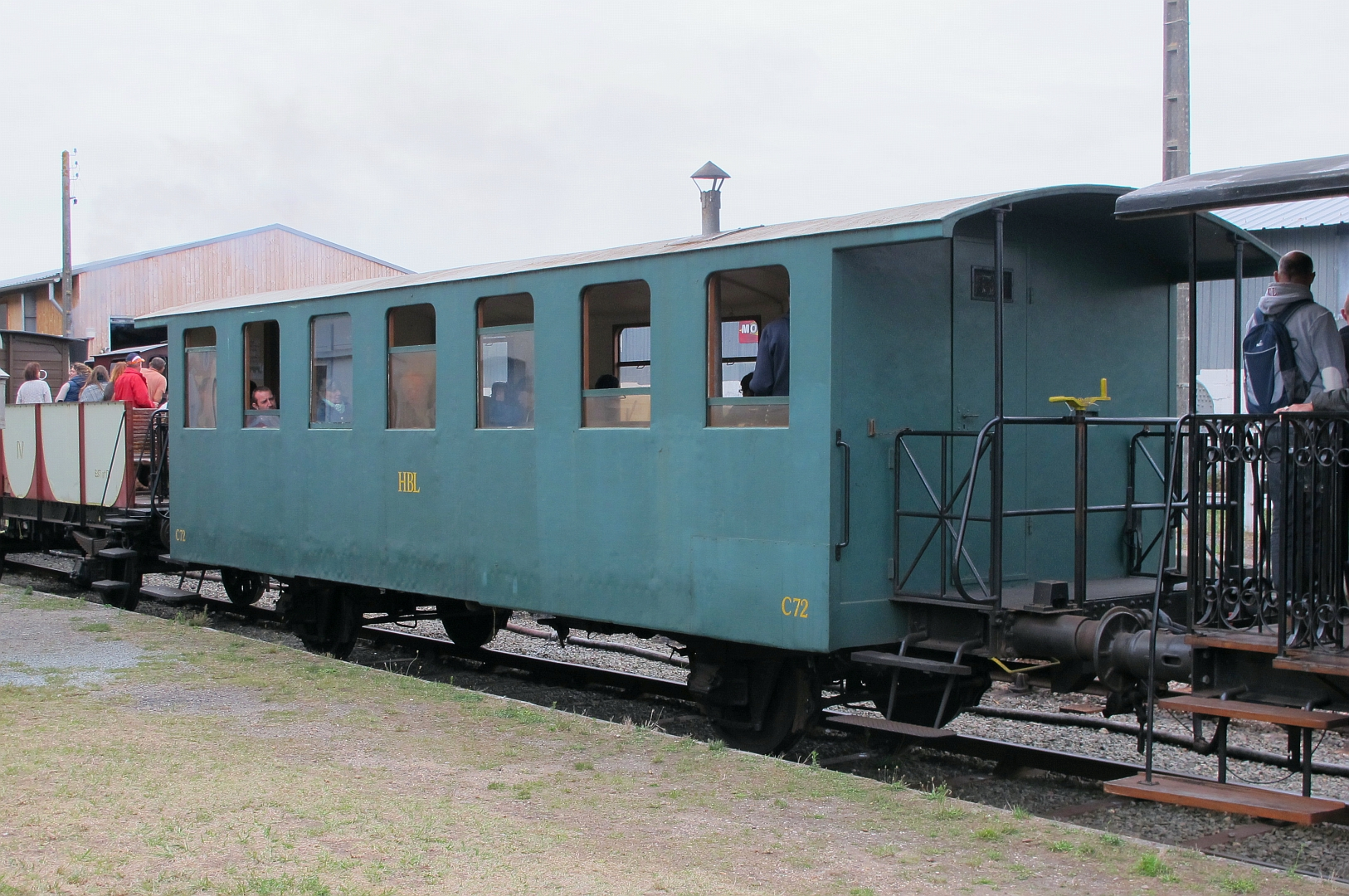
La voiture C72 dite « Rosselle » à Chaillevette.
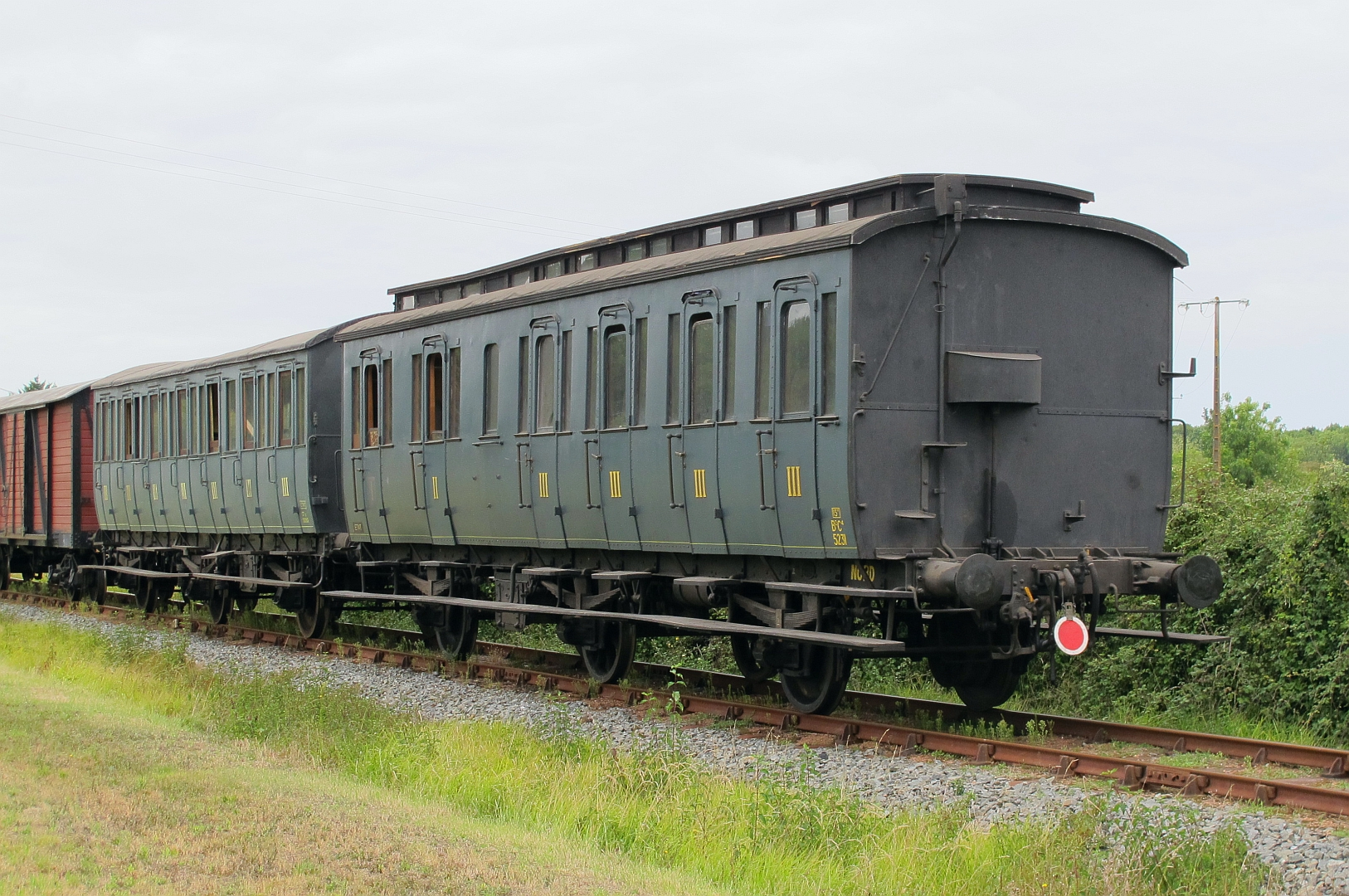
Les voitures C7 tf 15062 et B2C4 5231 en ligne vers Breuillet.
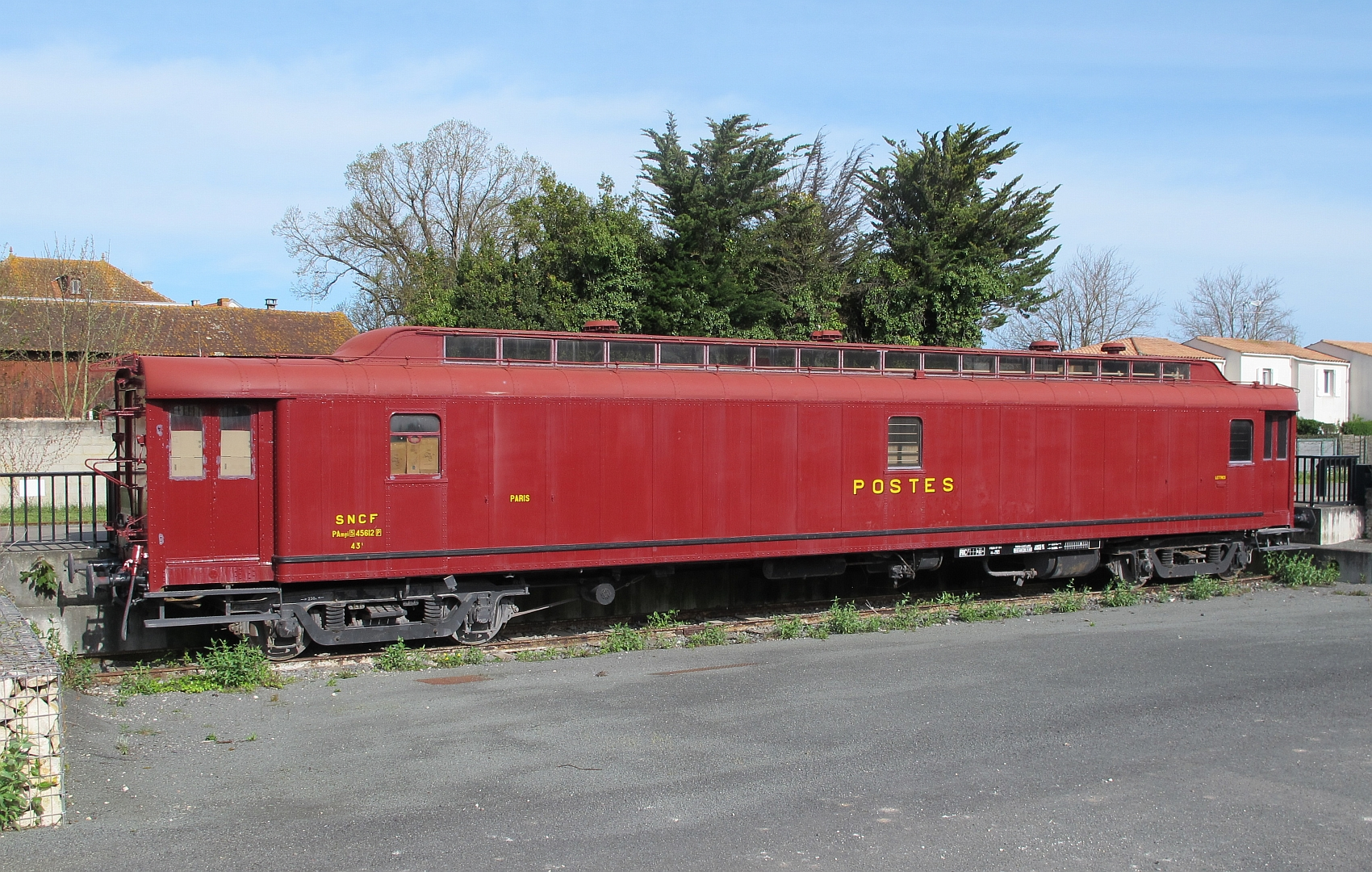
La voiture postale PAz Ocem à La Tremblade.
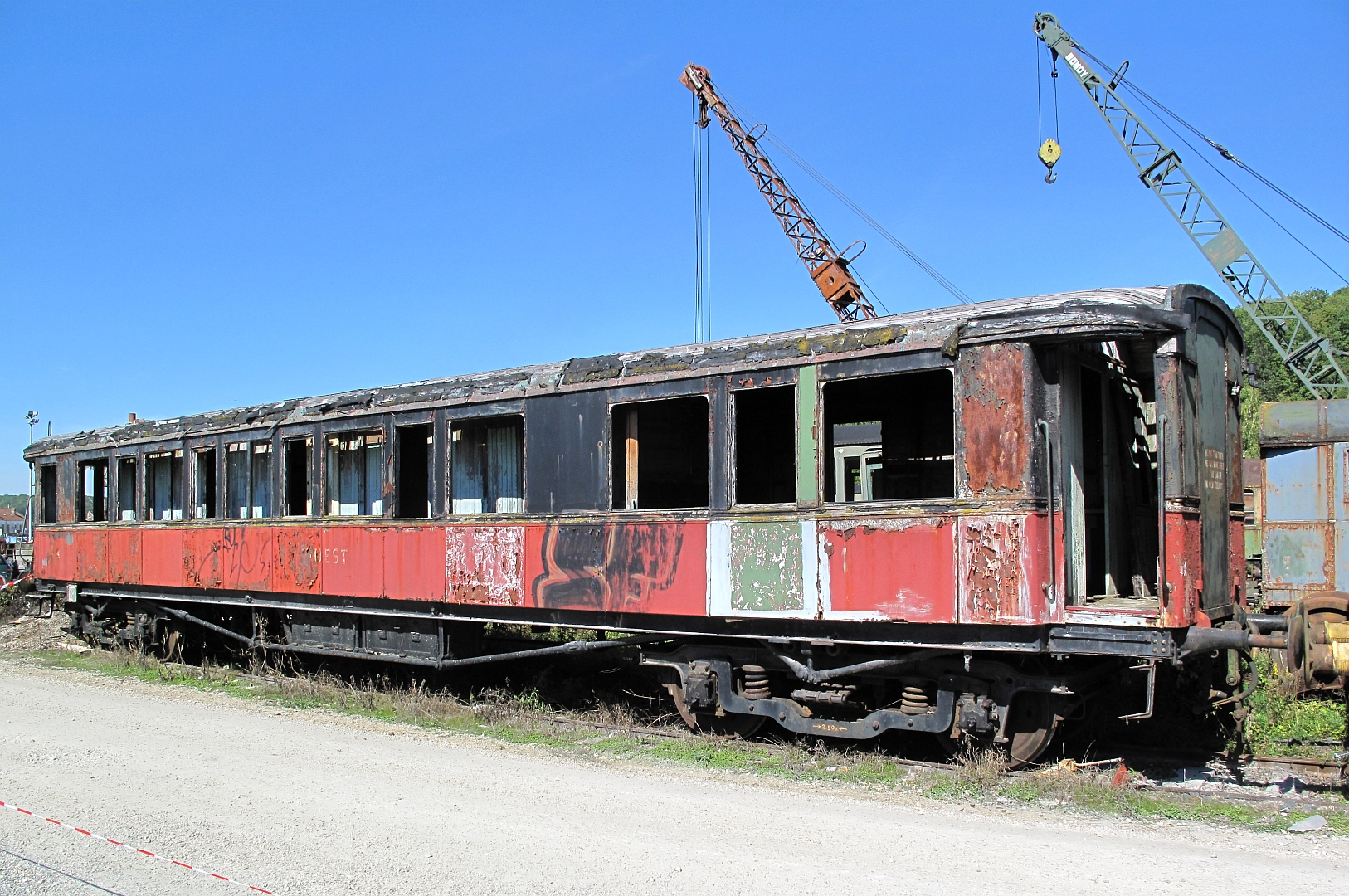
La voiture A7 yfi 5 Ouest, alors garée à Longueville.

### Wagons de marchandises
- 1 fourgon PLM à trois essieux de 1889 ;
- 1 fourgon Est à deux essieux de 1898 ;
- 1 fourgon Ouest-Etat à deux essieux de 1905 (reconstruit et remis en service en 2015)  Classé MH (1994)[17] ;
- 7 fourgons à deux essieux type M pour trains de marchandises, dont le n° 40 87 949 1866-9  Classé MH (2013)[18] ;
- 1 fourgon-postal à deux essieux et plates-formes extrêmes ouvertes, construit par Van der Zypen & Charlier (de) en 1902 pour la ligne de Rosheim à Saint-Nabor[9], provenant de l'ancien chemin de fer touristique « Train folklorique de Rosheim à Ottrott ».
- 1 fourgon MC 76 Corail, prêt sous convention de la SNCF. Installé à poste fixe il sert de vestiaire pour les bénévoles en saison.
- 1 fourgon à bagages métallisé à deux essieux ex-Midi Dd2 50 87 93-37 536-3, modifié en fourgon-générateur pour accompagner la rame restaurant. Prêt sous convention de la SNCF.
- 1 wagon-citerne à deux essieux construit en Allemagne en 1928 pour la France au titre des dommages de guerre ;
- 1 wagon plat OCEM 19 à essieux et bords rabattables métalliques ;
- 1 couplage de ballastières Talbot type SV-WF 969 495 construit en Allemagne en 1930 pour la France au titre des dommages de guerre  Classé MH (1990)[19] ;
- 10 wagons américains à bogies type USA 1918 dits "TP" :  3 plats, 2 citernes, 4 couverts, 1 tombereau, dont le couvert 4 portes type Lyw 422 874  Classé MH (1990)[20], et le couvert 2 portes Lyw 412 000 dit « Felton » également  Classé MH (2006)[21]
- 1 wagon couvert d'origine PO à toiture double pente, et provenant du Trains à Vapeur de Touraine ;
- 3 wagons couverts type Ouest-État, et provenant du Trains à Vapeur de Touraine ;
- 1 wagon plat à essieux no Jho 117544 d'origine Compagnie de l'Est, et provenant du Trains à Vapeur de Touraine ;

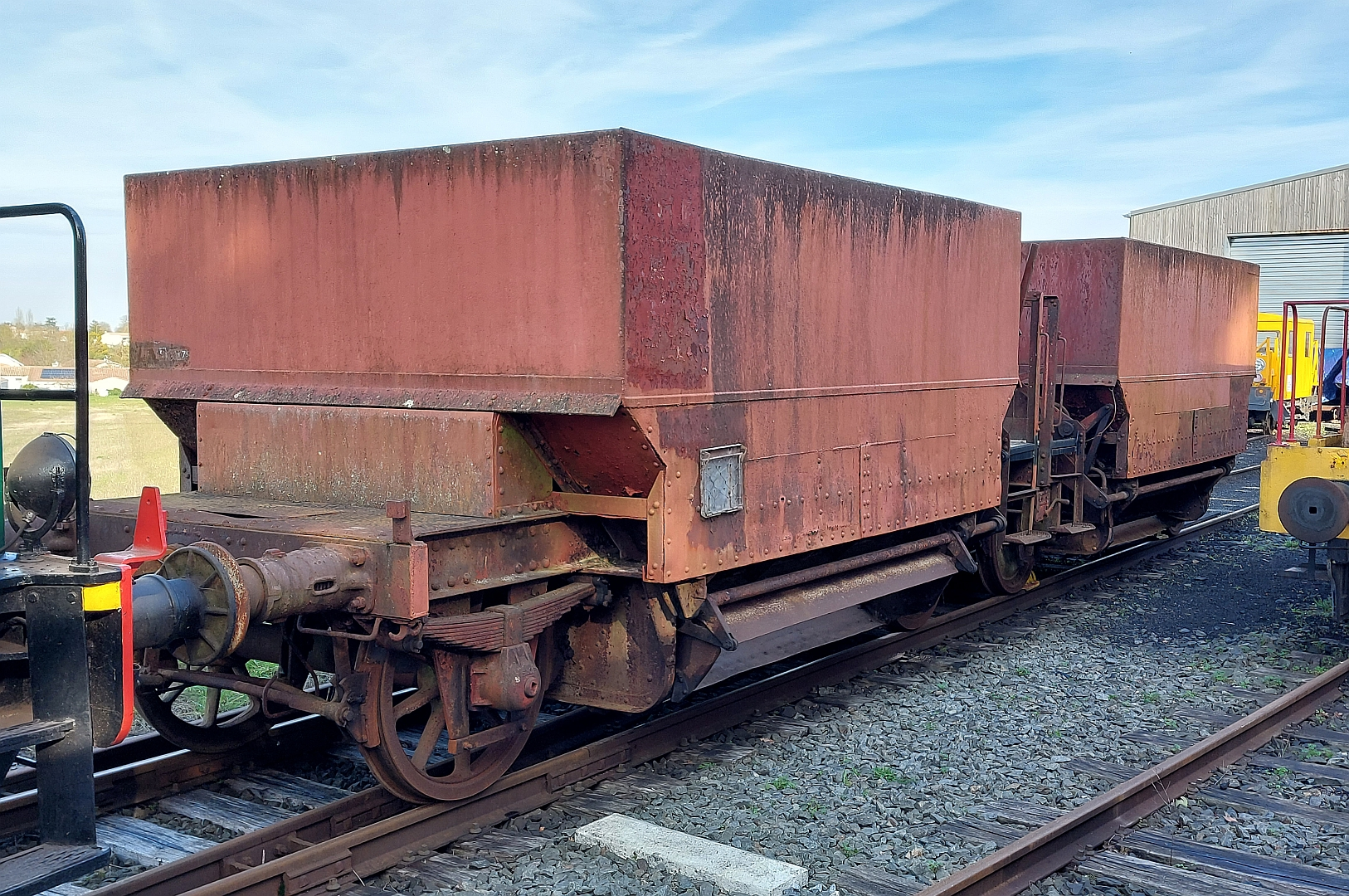
Couplage de ballastières Talbot SV-WF 969 495.
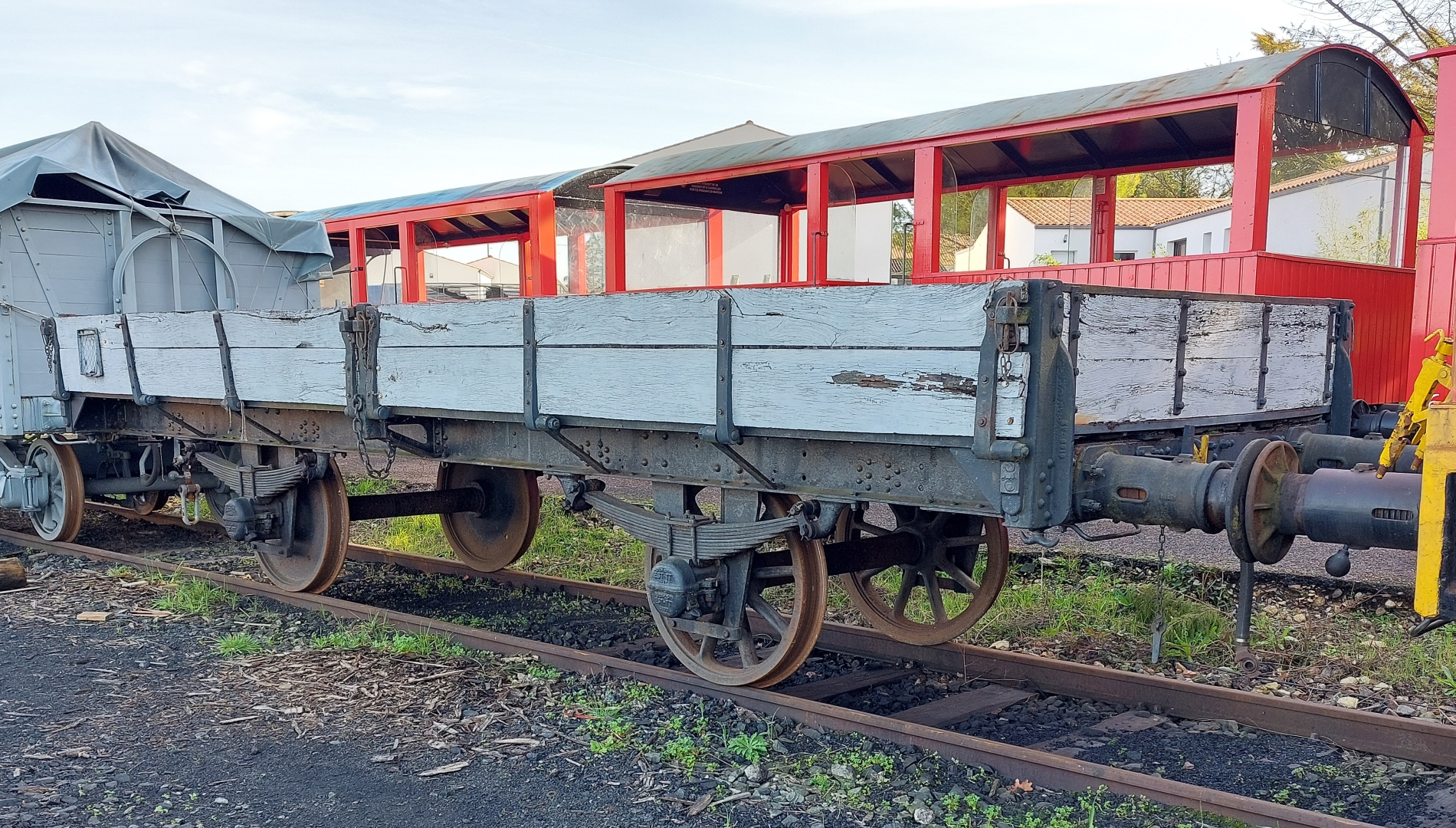
Wagon plat Jho 117544 ex-compagnie des chemins de fer de l'Est.
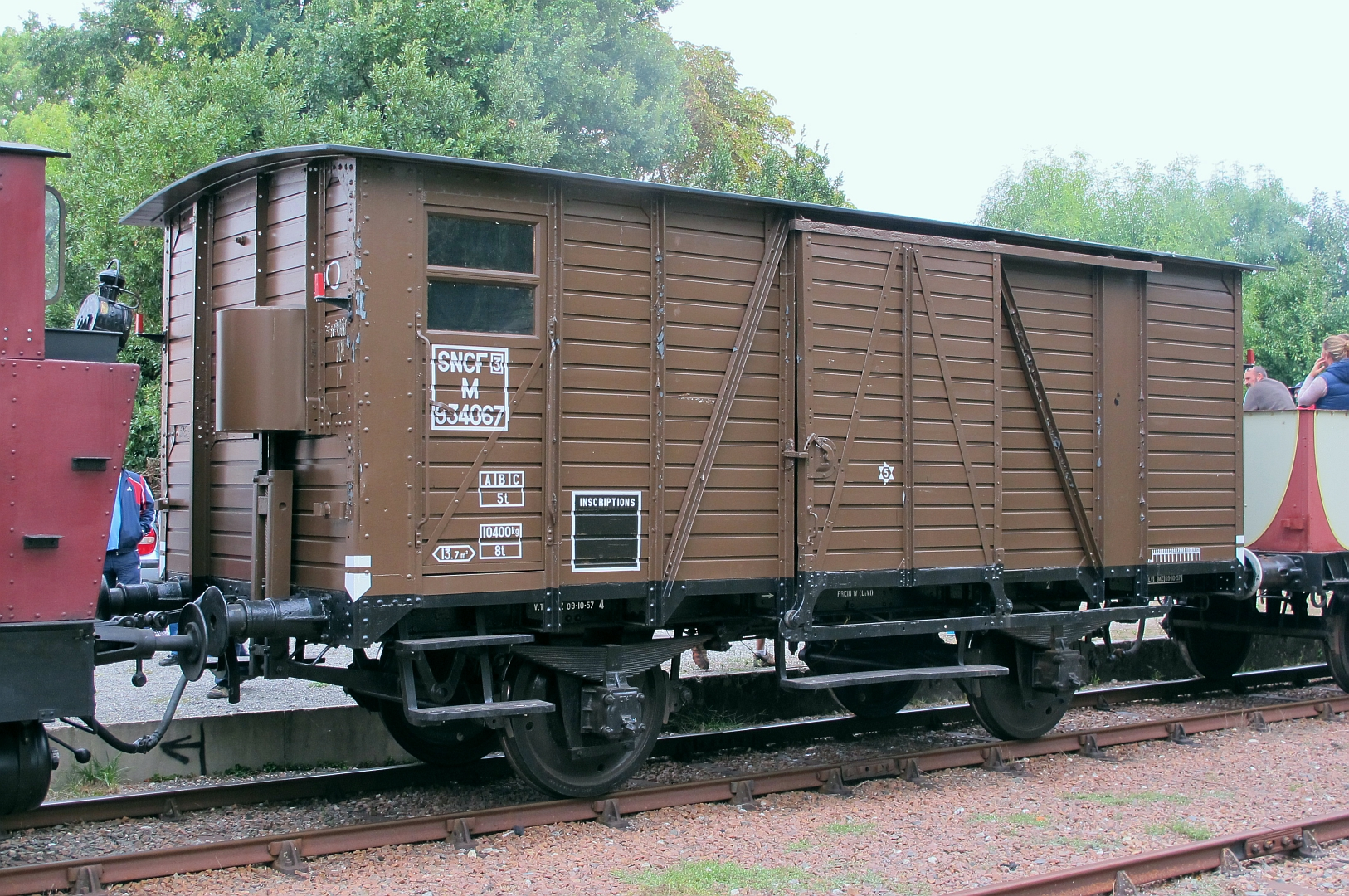
Le fourgon Ouest-Etat M 934067 à Mornac/Seudre.
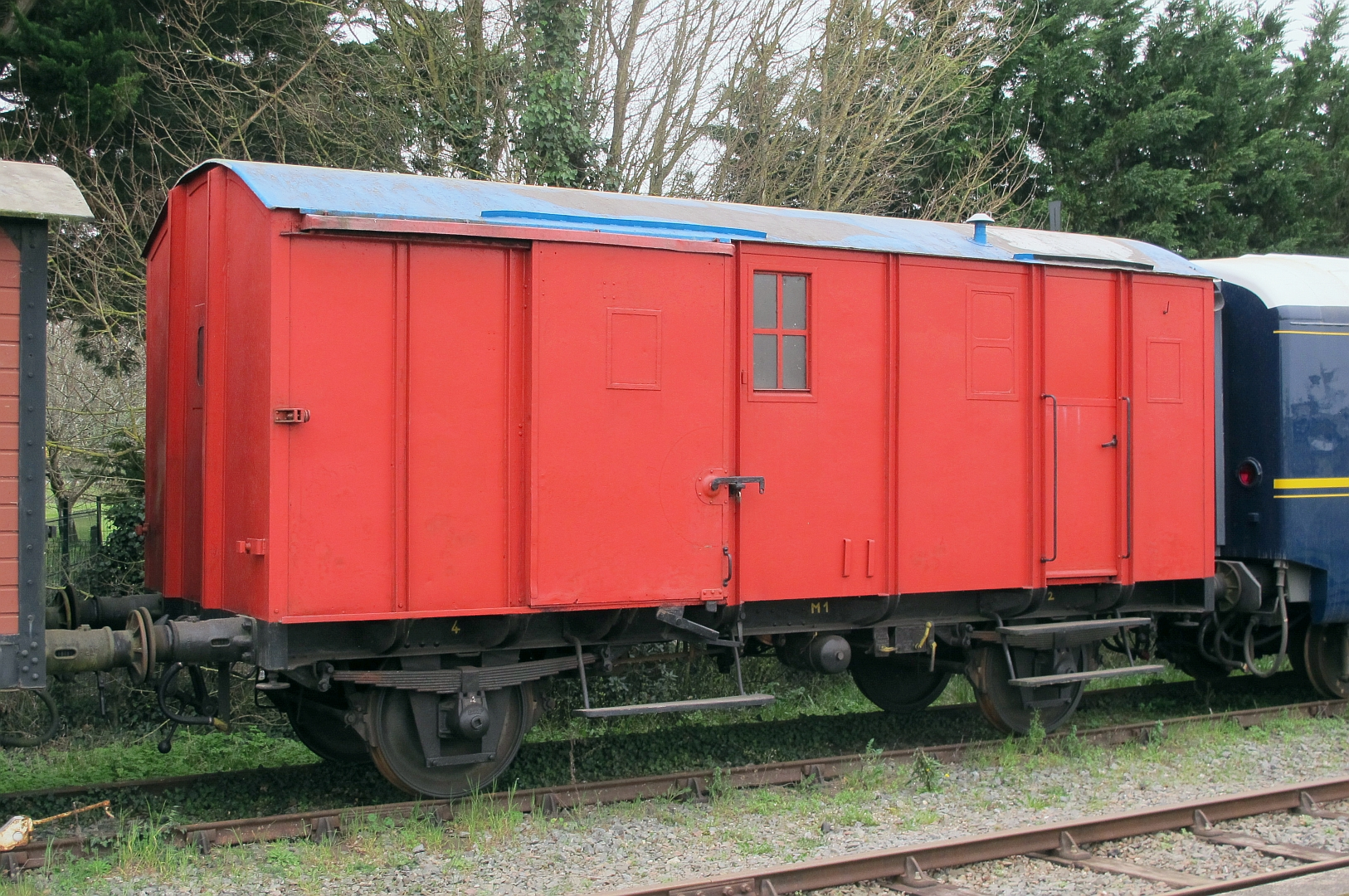
Le fourgon M 40 87 949 1866-9 à Chaillevette.
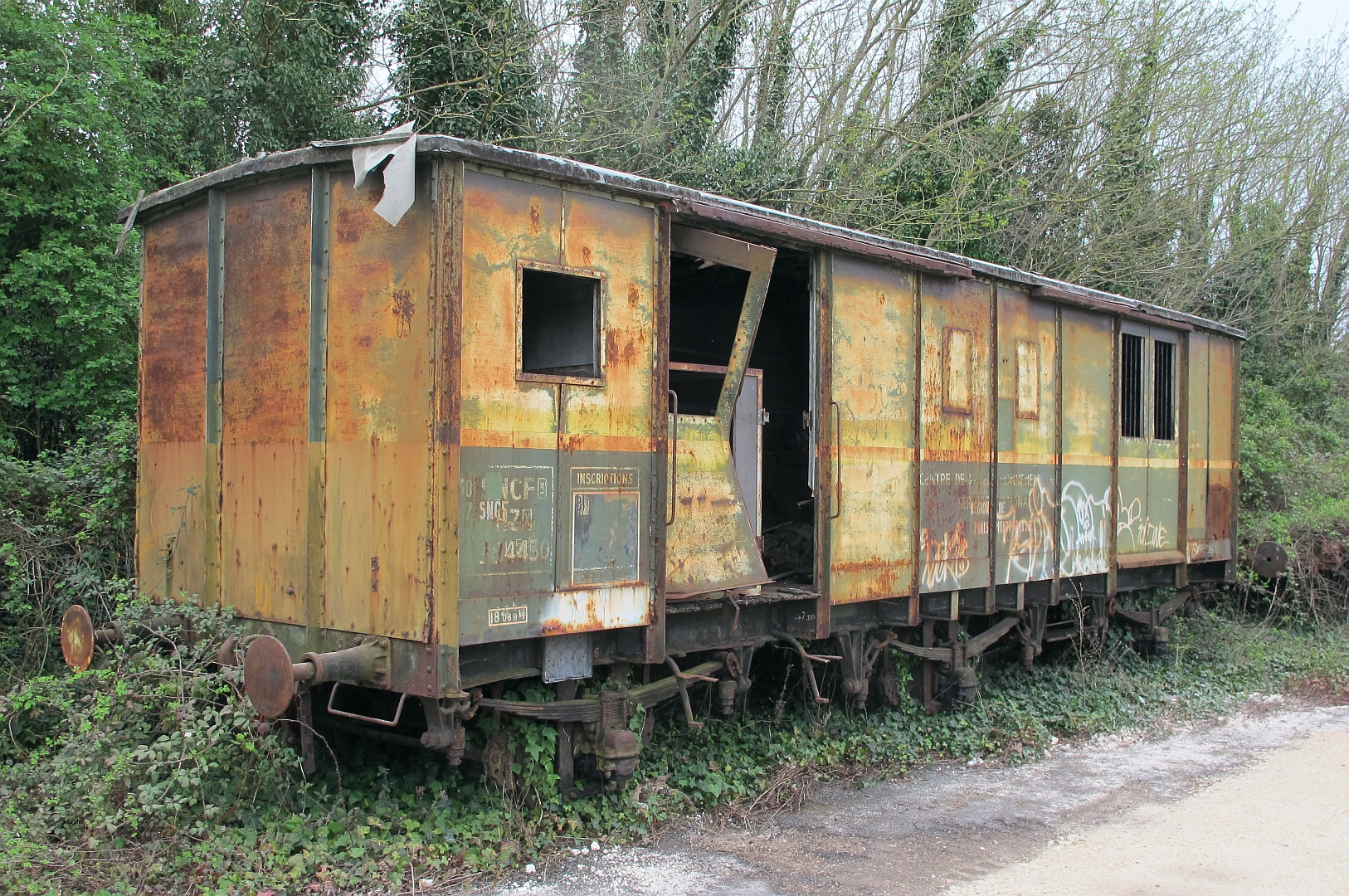
Le fourgon PLM de 1889 en attente de restauration.

#### Wagons «US 1917»
Au mois de septembre 2016 à Chaillevette, débute la restauration d'une rame de six wagons dits « US 1917 ». Ces travaux qui obtiennent le soutien de la Fondation du patrimoine et de la Commission du centenaire de la Première Guerre mondiale des États-Unis (en), concernent deux couverts, un plat à ranchers, un tombereau, un citerne ainsi qu'un plat à bords bas. À la fin du  mois d'octobre 2017, les deux premiers, un couvert et un plat, sortent des ateliers du Train des Mouettes. Ce matériel est restauré dans la livrée d'origine du corps expéditionnaire américain de la Première Guerre mondiale. Les deux wagons furent exposés à La Rochelle du 9 au 19 novembre 2017, dans le cadre du centenaire de l'arrivée des soldats américains pendant la Première Guerre mondiale. C'est en effet à La Rochelle que 37 800 wagons débarqués en pièces détachées, seront d'abord assemblés par les soldats américains, puis, la paix revenue, par la Middletown Car Company installée à Aytré.

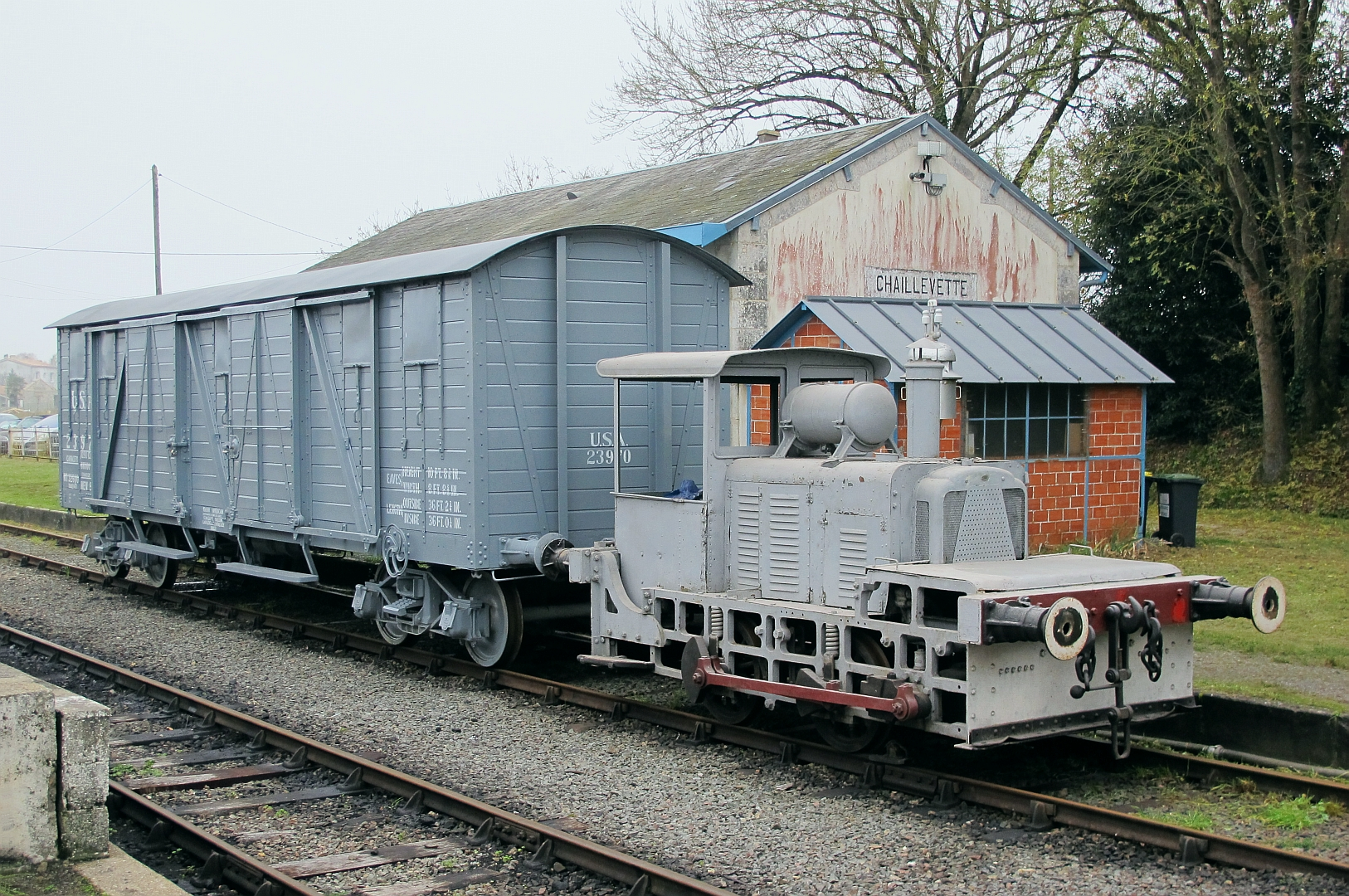
Le wagon couvert « US 17 » 23970 à quatre portes, restauré à Chaillevette en 2017  Classé MH (1990)[20].
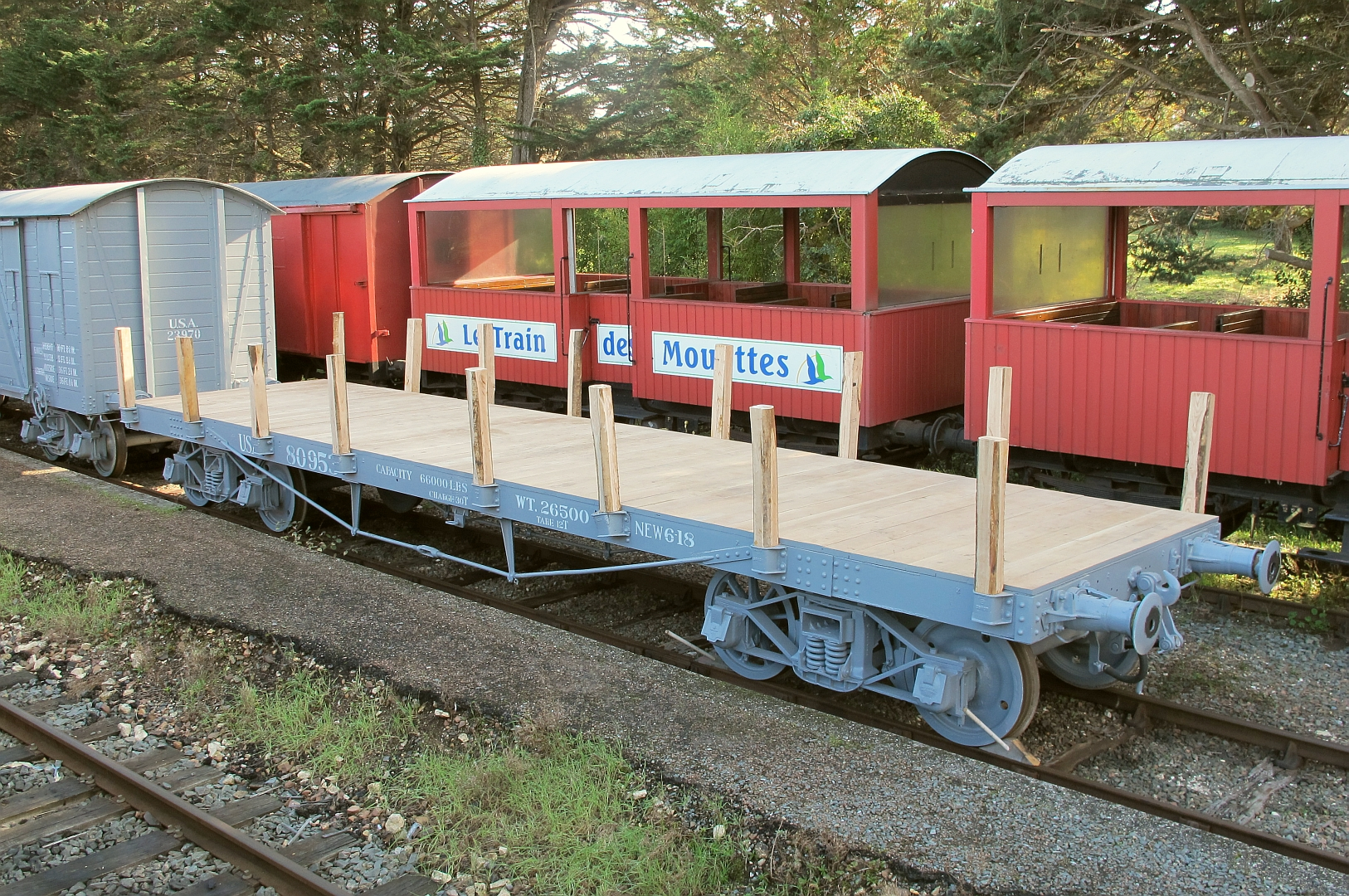
Le wagon plat « US 17 » 80953 restauré en 2017.
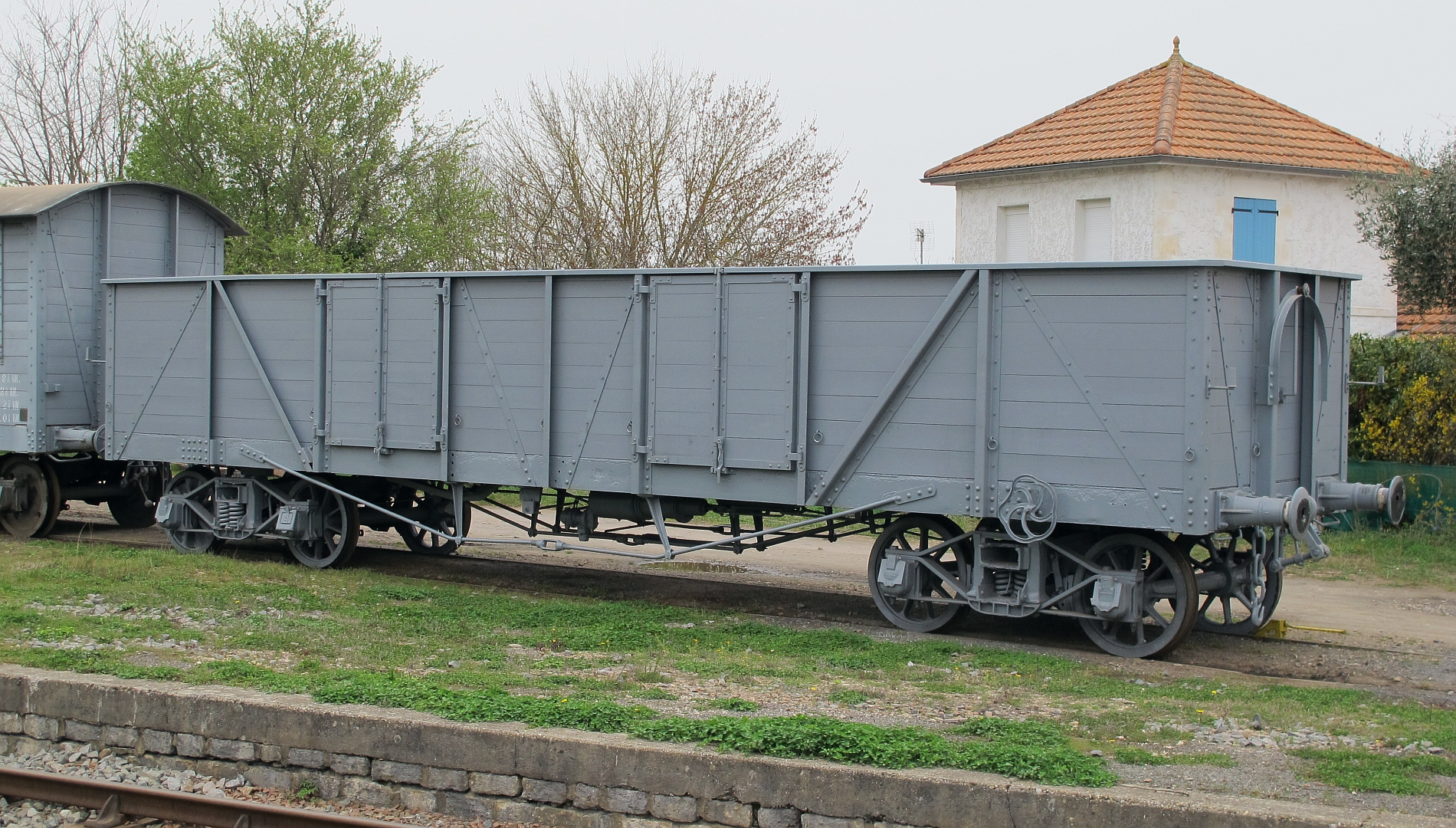
Le wagon-tombereau « US 17 » restauré en 2021.
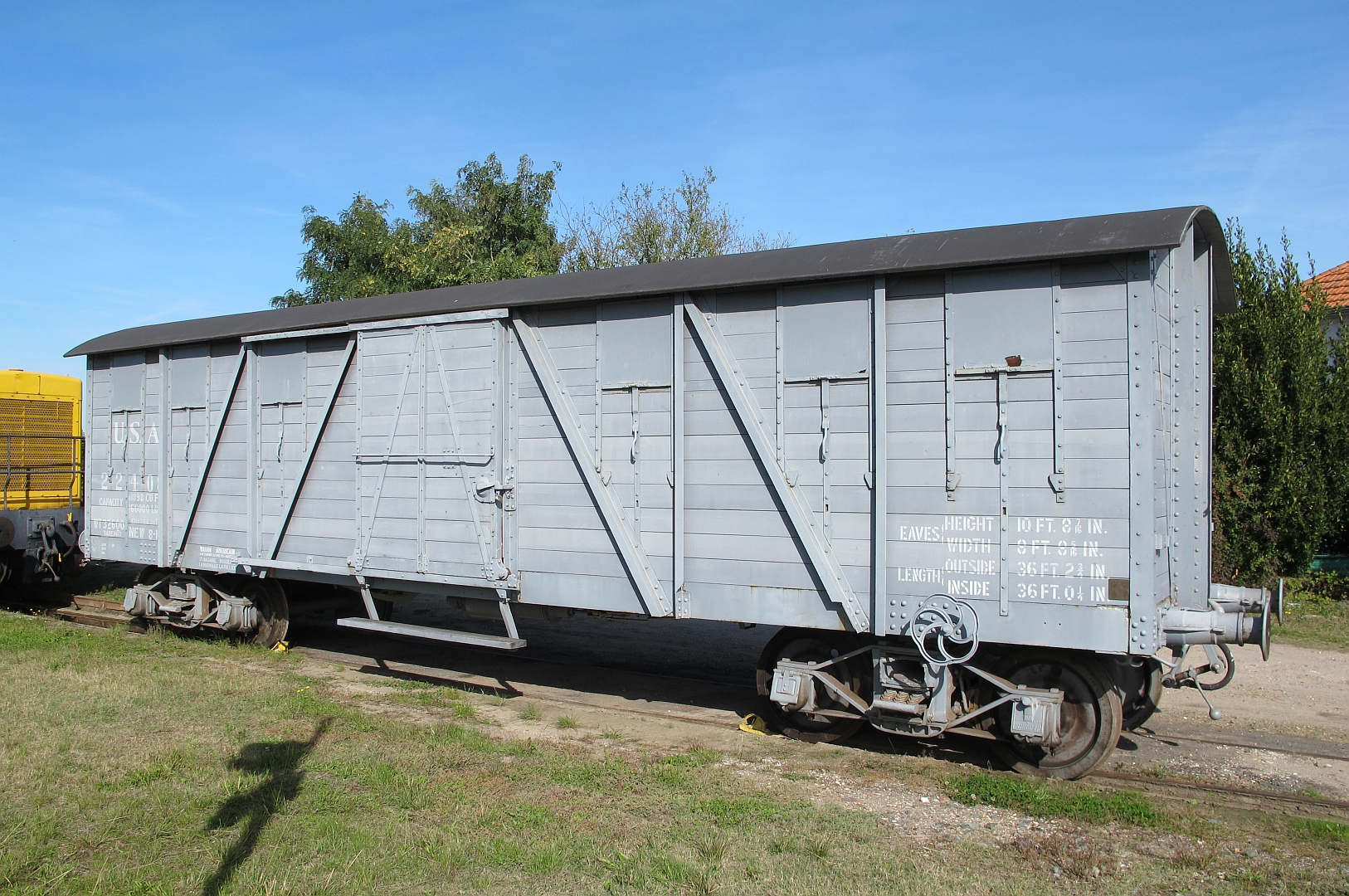
Le wagon couvert « US 17 » 22408 à deux portes, restauré en 2018  Classé MH (2006)[21].